# 히라쓰카 지로
히라쓰카 지로(일본어: 平塚 次郎, 1979년 12월 2일 ~ )는 일본의 전 축구 선수이다.

## 구단 경력
과거 쇼난 벨마레에서 활동하였다.